# Henpecked Hoboes
Pour plus de détails, voir Fiche technique et Distribution.
Henpecked Hoboes est un film américain réalisé par Tex Avery, sorti en 1946. Il met en scène les personnages de Georges et Junior.

## Synopsis
Georges et Junior sont deux ours clochards marchant sur une voie ferrée. Junior, le gros ours bête, dit qu'il a faim. Georges, le plus petit, aperçoit à la longue-vue dans une ferme une poule à côté de son coq. Il enfile un déguisement de petit coq et séduit la poule, à la fureur du coq. Ce dernier tente de la rappeler à l'ordre mais il est rejeté, et le faux coq l'assomme puis l'envoie par fusée jusqu'au Pôle Nord, avec l'accord de la poule. Il attire celle-ci dans le piège constitué d'un arbre creux, où Junior doit assommer la poule au sortir. Il se trompe de cible et assomme son comparse. En représaille, Georges fait se pencher Junior et lui botte l'arrière-train. 
Georges explique et mime alors la manœuvre complète à faire avec la poule pour la manger : d'abord la capturer, puis la plonger dans l'eau de la marmite, la plumer, la placer dans un plat et enfin la mettre au four. Vient le moment d'appliquer, mais la poule et Georges courent follement autour de Junior, aussi celui-ci en prend un au hasard et lui fait passer toutes les étapes. Pas de chance, c'était son ami Georges. S'ensuit un nouveau coup de pied aux fesses.
La poule poursuivie trouve refuge dans une caverne. Georges demande à Junior d'assommer la première chose qu'il verra en sortir, puis il entre. Malheureusement pour lui, il revient sur ses pas afin de donner une précision à Junior. Ce dernier l'assomme sans réfléchir. Junior se penche de lui-même pour recevoir sa troisième correction. Pendant ce temps, on voit le coq revenir péniblement à pattes vers son foyer. 
Georges prépare un nouveau piège : un nid fourré à la dynamite dont Junior doit actionner le détonateur. Il explique une fois puis mime la poule dans le nid. Il a le malheur de demander à Junior ce qu'il doit faire alors. Junior lui dit et... applique. Georges explose, on le revoit entièrement noirci. Nouvelle séance de coup de pied au fondement de Junior. Nouvelle tentative avec un déguisement : celui d'un ver, enfilé par Georges, dans le but d'attirer la poule jusqu'à la hache que tient Junior. La ruse fonctionne, mais la poule s'arrête à temps et le coup de hache ne fait que lui arracher ses plumes... et lui découvrir ses dessous féminins. Georges, toujours en ver, se fait finalement engloutir par la poule. Junior essaye de le sauver en tapant sur le derrière de la poule, ce qui la fait pondre. Il retrouve Georges dans l'œuf. Encore une fois, Junior est frappé, mais par la queue du déguisement cette fois.   
Georges persiste et conçoit un piège à nœud coulant relié à un arbre courbé retenu par une corde que doit couper Junior. Alors qu'il explique le fonctionnement, il entre dans la zone de piège. Junior gaffe encore et Georges, pris au piège, est aussitôt balancé et frappé au sol à n'en plus finir. Junior connait son sort et s'y résout. La fois suivante, c'est Junior qui se déguise. Sous la forme d'un énorme poussin, il est supposé attendrir la poule avant que Georges ne l'assomme. La poule l'adopte immédiatement, l'embrasse, le nourrit d'un ver. Mais quand Georges assomme la poule, Junior défend sa « nouvelle maman » et frappe son ami, avant de se reprendre. Georges frappe à nouveau le bas du dos de Junior. Mais la poule en colère fait de même avec Georges... puis le coq, de retour après un long et pénible chemin, frappe la poule à son tour et la reconduit à coups de pieds jusqu'à la ferme.

## Fiche technique
Source IMDb
- Titre : Henpecked Hoboes
- Réalisation : Tex Avery
- Scénario : Heck Allen (en)
- Musique : Scott Bradley
- Montage : Fred MacAlpin
- Production : Fred Quimby
- Société de production : Loew's et Metro-Goldwyn-Mayer
- Distributeurs : 
  - États-Unis : Metro-Goldwyn-Mayer (MGM), 1946, au cinéma
  - Canada : Regal Films, 1946, au cinéma
  - États-Unis : Warner Home Video, 2006, sur DVD
- Pays d'origine : États-Unis
- Format : Couleurs (Technicolor) - 1,37:1 -  35 mm - son mono (Western Electric Sound System) - procédé cinématographique : sphérique
- Durée : 8 minutes
- Genre : court métrage de dessin animé comique
- Date de sortie : 
  - États-Unis : 26 octobre 1946

### Animation
Animateurs :
- Ray Abrams
- Preston Blair
- Ed Love
- Walt Clinton (comme Walter Clinton)

Ne figurent pas au générique :
- Irven Spence (animation, dessin des personnage, disposition)
- John Didrik Johnsen (décors, disposition)

## Distribution
Source IMDb
Voix originales :
- Tex Avery : Junior
- Dick Nelson : Georges

Voix françaises :

## Musiques
Aucune chanson ou musique n'est portée au générique
- On the Atchison, Topeka and the Santa Fe

Musique par Harry Warren, jouée durant le générique d'ouverture et au début du dessin animé.
- M-O-T-H-E-R, a Word That Means the World to Me

Musique par Theodore Morse (en). Jouée par l'orchestre.
- Turkey in the Straw

Musique traditionnelle. Jouée par l'orchestre.
- Frankie and Johnny

Musique par Bert Leighton (en). Jouée par l'orchestre.
- Oh! Susanna

Musique par Stephen Foster. Jouée par l'orchestre.
- Home! Sweet Home! (en)

Musique par H. R. Bishop. Jouée par l'orchestre.
- Chicken Reel (en)

Musique traditionnelle, jouée quand Georges et Junior repèrent les poulets. Jouée occasionnellement dans la partition.

## Autour du film
Ce dessin animé voit la naissance du duo des ours Georges (le petit) et Junior (le gros).
Une scène du film comporte un gag qui est rejeté car vu comme outrageusement raciste depuis les années 2010. Ce gag, récurrent chez Tex Avery, consiste à noircir la tête d'un personnage après qu'il a été exposé à une explosion (de dynamite, en général) et à changer sa tête en sa version caricaturale de Noir, avec parfois un nœud de ruban ou deux au bout des tresses. C'est ce qui arrive à Georges durant la séquence où il mime la poule dans le nid rempli de dynamite et subit l'explosion. La scène qui suit où on le voit noirci est généralement censurée. 